# Karl Thom
Karl Thom (19 de Maio de 1893 – 3 de Março de 1945) foi um piloto alemão da Primeira Guerra Mundial. Abateu 27 aeronaves inimigas, o que faz dele um ás da aviação. Foi decorado com as duas maiores condecorações de valor alemãs, a Medalha de Mérito Militar e a Pour le Mérite. Foi um de apenas quatro ases alemães a ser agraciado com ambas as medalhas.